# Округ Манитовок (Висконсин)
Манитовок (енгл. Manitowoc County) је округ у америчкој савезној држави Висконсин.

## Демографија
По попису из 2010. године број становника је 81.442, што је 1.445 (-1,7%) становника мање него 2000. године.
| Група             | 2000.          | 2010.          |
| Белци             | 78.756 (95,0%) | 75.210 (92,3%) |
| Афроамериканци    | 245 (0,3%)     | 442 (0,5%)     |
| Азијати           | 1.644 (2,0%)   | 2.050 (2,5%)   |
| Хиспаноамериканци | 1.343 (1,6%)   | 2.565 (3,1%)   |
| Укупно            | 82.887         | 81.442         |